# یوماگوزینو
یوماگوزینو (انگلیسی: Yumaguzino) یک شهرک در شهرستان کوگارچینسکی جمهوری باشقیرستان در کشور روسیه است.